# Juan Hilario Marrero Pérez
Juan Hilario Marrero Pérez, conegut com a Hilario, (Las Palmas de Gran Canària, 8 de desembre de 1905 - Las Palmas de Gran Canària, 14 de febrer de 1989) fou un futbolista canari de la dècada de 1930 i posteriorment entrenador.

## Trajectòria
Es formà als club local Porteño, fins que el Real Club Victoria el fitxà per cobrir la baixa de José Padrón, que havia fitxat per l'Espanyol de Barcelona. En iniciar-se la lliga espanyola fou contractat pel Deportivo de La Coruña, jugant a Segona Divisió. El 1931 fou traspassat al Reial Madrid, on jugà durant cinc temporades, i guanyà dues lligues i dues copes. El club blanc havia format un equip milionari amb l'objectiu de guanyar la lliga, amb grans fitxatges d'homes com Ricard Zamora, Jacinto Quincoces, Ciriaco Errasti, Pedro Regueiro, Luis Regueiro, Manuel Olivares i el també canari Luis Valle. Durant aquests anys fou internacional amb la selecció espanyola i formà part de la plantilla de la Copa del Món d'Itàlia 1934. Jugà dos partits amb Espanya, la derrota per 7-1 al camp de Highbury el 9 de desembre de 1931 i en un empat a 1 a Madrid el 24 de gener de 1935 davant França.
L'any 1936 jugà la Copa amb el València CF, però amb l'esclat de la guerra retornà a La Corunya. Finalitzada la guerra jugà una temporada amb el FC Barcelona (1939-40), i a continuació retornà al Deportivo gallec.
La seva carrera continuà com a entrenador al Deportivo i a l'Elx CF, com a jugador-entrenador, Racing Club de Ferrol, CD Tenerife, UD Las Palmas o Girona FC.

## Palmarès
- Lliga espanyola:
  - 1931-32, 1932-33
- Copa espanyola:
  - 1933-34, 1935-36